# غاري هوستون
غاري هوستون (بالإنجليزية: Garry Houston)‏ هو لاعب غولف بريطاني، ولد في 12 مايو 1971 في سانت أساف ‏ في المملكة المتحدة.

## وصلات خارجية
- غاري هوستون على موقع رابطة أوروبا للاعبي الغولف المحترفين (الإنجليزية)